# Bird People
Bird People è un film del 2014 diretto da Pascale Ferran.
Il film è stato presentato al Festival di Cannes 2014 nella sezione Un Certain Regard.